# Thulinius romanoi
Espèce
Thulinius romanoi est une espèce de tardigrades de la famille des Isohypsibiidae.

## Distribution
Cette espèce est endémique du parc national des Great Smoky Mountains aux États-Unis.

## Publication originale
- Bertolani, Bartels, Guidetti, Cesari & Nelson, 2014 : Aquatic tardigrades in the Great Smoky Mountains National Park, North Carolina and Tennessee, U.S.A., with the description of a new species of Thulinius (Tardigrada, Isohypsibiidae). Zootaxa, no 3764 (5), p. 524–536.